# Gudrun Genest
Gudrun Genest (Braunschweig, 13 agosto 1914 – Monaco di Baviera, 6 febbraio 2013) è stata un'attrice e doppiatrice tedesca.

## Biografia
Gudrun Genest è nata il 13 agosto 1914 a Braunschweig, in Germania. Era Un'attrice, nota per il film Die Wicherts von nebenan (1986), Gesellschaft für Miss Wright (1970) e Die Jubilarin (1969). Era sposata con Aribert Wäscher e Rudolf Diehl. Ha due figlie Corinna Genest, padre Rudolf Diehl, e suo figlio Karl Schönböck. Genest era una nipote dell'attore tedesco Hubert von Meyerinck. L'attrice era una doppiatrice molto ricercata; così ha prestato ad esempio Maureen O'Hara, Jane Wyman, Angela Lansbury, Kathleen Ryan e Helen Hayes per la sua voce inconfondibile.
È morta il 6 febbraio 2013 a Monaco di Baviera, in Germania ed è stata sepolta nel cimitero di Dahlem nella tomba del marito Aribert Wäscher.

## Filmografia

### Cinema
- Semmelweis - Retter der Mütter, regia di Georg C. Klaren (1950)
- Bezaubernde Arabella, regia di Axel von Ambesser (1959)
- Lo strano mondo del signor Mississippi (Die Ehe des Herrn Mississippi), regia di Kurt Hoffmann (1961) - non accreditata

- Kohlhiesels Töchter, regia di Axel von Ambesser (1962) - non accreditata
- Die Nacht am See, regia di Werner Klingler e Peter M. Thouet (1963)
- L'artiglio blu (Die blaue Hand), regia di Alfred Vohrer e Samuel M. Sherman (1967)
- Ein Tag ist schöner als der andere, regia di Kurt Hoffmann (1969)
- Gigolò (Schöner Gigolo, armer Gigolo), regia di David Hemmings (1978)

### Televisione
- 1979: Derrick (serie tv)
- 1980: Meister Timpe
- 1980: Mein Gott, Willi!
- 1985: Die Nervensäge (serie tv)
- 1986: Abschiedsvorstellung (TV)
- 1986: Tatort: Tödliche Blende
- 1986-1991: Die Wicherts von nebenan
- 1987: Beule oder wie man einen Tresor knackt
- 1987: Der elegante Hund
- 1988: Tatort: Schuldlos schuldig
- 1990: Wie gut, daß es Maria gibt
- 1991: Haus am See
- 1993: Immer wieder Sonntag
- 1995: Der Mond scheint auch für Untermieter
- 1996: Rosamunde Pilcher: Das Haus an der Küste